# 片男波海水浴場
片男波海水浴場（かたおなみかいすいよくじょう）は、和歌山県和歌山市の和歌浦にある海水浴場。

## 概要
総延長1,200ｍの人工海浜である。環境省が選定した「快水浴場百選」のなかで「海の部特選」に選ばれている。周辺は片男波公園として整備されている。
2015年（平成27年）12月17日に和歌浦一帯はみなとオアシスの登録をしていて、当場はみなとオアシス和歌山を構成する施設の一である。

## アクセス
- JR西日本紀勢本線 紀三井寺駅下車。
- JR和歌山駅もしくは南海和歌山市駅から和歌山バス新和歌浦行きに乗車し、不老橋停留所下車、徒歩約10分。

座標: 北緯34度10分48.31秒 東経135度10分23.7秒 / 北緯34.1800861度 東経135.173250度